# The Greatest
Singles de Sia
Cheap Thrills
(2016)
Singles par Kendrick Lamar
Holy Key (en)
(2016) Freedom
(2016)
Pistes de This Is Acting (réédition)
Cheap Thrills
(13) Confetti
(15)
The Greatest est une chanson de l’auteure-compositrice-interprète australienne Sia, avec la participation de l’artiste américain Kendrick Lamar. Elle sort le 6 septembre 2016 en téléchargement légal simultané dans le monde entier sous les labels RCA et Monkey Puzzle, ou Inertia pour le continent océanique, en tant que premier single issu de la réédition de son septième album studio, This Is Acting. La chanson est écrite par Sia, Lamar et Greg Kurstin, qui assure également sa production. Le sujet d’inspiration de ce morceau tourne autour de l’émancipation de soi, thème renforcé par de multiples allusions à la tristement célèbre fusillade d’une boîte de nuit LGBT à Orlando advenant en juin 2016. Musicalement, The Greatest est d’un style très diversifié, abordant un genre pop, électronique et reggae.
La chanson devient rapidement un succès commercial à l’échelle internationale, parvenant à se classer dans le top dix de plusieurs régions européennes dont la Grèce, la Hongrie, le Luxembourg, la République tchèque, la France, l’Irlande, la Slovaquie, l’Écosse, l'Espagne, la Finlande, la Norvège, la Russie, le Royaume-Uni, la Suède, l’Allemagne et l’Italie, égalisant largement l’essor de ses précédents singles. Elle réussit à monter progressivement dans les classements au Canada, au Mexique et aux États-Unis, où elle se stabilise aux sixième, huitième et vingt-quatrième places, tout en faisant un bout de chemin dans les palmarès australiens, japonais, néo-zélandais et sud-coréens aux deuxième, troisième, sixième et vingt-deuxième rangs, respectivement. De plus, la piste permet à Sia d’obtenir son premier single numéro un des hit-parades en Suisse.
Le vidéoclip l’illustrant est réalisé par Daniel Askill (en) pour la société transmédia RadicalMedia (en) et met en vedette la danseuse Maddie Ziegler pour la cinquième fois dans la vidéographie de la chanteuse depuis Chandelier, en 2014.
Sia exploite également sa chanson pour afficher son soutien à Hillary Clinton, alors en pleine campagne présidentielle.

## Composition
The Greatest est écrite par Sia, Kendrick Lamar et Greg Kurstin. D’une durée de trois minutes et trente secondes environ, cette chanson puise ses influences à travers des styles musicaux relativement diversifiés tels que la pop et la house tropicale, mais aussi le reggae fusion et l’electropop. En résumé, elle parle du fait que n’importe qui soit capable de se considérer, avec dévouement, comme le (ou la) meilleur(e), mais également que la valeur d’un individu, perçue à travers le regard des autres, doit être enracinée dans notre existence et non relative au sexe, à la race, à l’identité ou orientation sexuelle, et cetera. Selon les partitions publiées sur Musicnotes.com par EMI Music Publishing, la piste a un tempo en alla breve de 96 pulsations par minute et possède une tonalité en do mineur. De plus, la gamme vocale monte jusqu'à un puissant E♭5.
Deux versions distinctes de The Greatest sont supplées à la réédition de l’album, dont une excluant la contribution de Lamar.

## Accueil critique
| Portrait de Sia · Portrait de Kendrick Lamar |

D’après Gil Kaufman, rédacteur pour Billboard, The Greatest est une « chanson pop édifiante qui incorpore une ambiance insulaire subtile »,. Jessica Goodman d’Entertainment Weekly est d’avis que le refrain du morceau est « énormément accrocheur »,. Un certain nombre de critiques professionnelles établissent une connexion entre le contenu textuel de la chanson et la fusillade survenue dans une boîte de nuit LGBT à Orlando trois mois plus tôt. À ce propos, Spencer Kornhaber, du magazine The Atlantic commente :

« Écrire une chanson pop en se basant sur un événement tragique en particulier est nécessairement une tâche délicate. Ainsi, ce n’est plus une tare de constater que certains titres originaux adaptés pour le grand public et commémorant le drame d’Orlando soient aussi répétitifs et stéréotypés que tous les autres singles qui ont plus ou moins un thème similaire. [...] Pour autant, The Greatest reste très puissant, un véritable bijou qui n’est pas édité pour une œuvre de charité. [...] Il n'y a ici pas d’écart avec le reste du répertoire musical de Sia, qui a souvent pour trames la douleur et la libération dans la vie quotidienne. On retrouve une voix mélancolique se lamentant sur le fait de reprendre du courage, des crêtes et creux très austères et émotionnels, ainsi que des percussions explosives et dansantes, des mélodies enfantines et des rythmes reggae en fond sonore. Sia et Greg Kurstin ont peut-être composé le titre bien avant que le massacre ne se produise. Mais dans le contexte d’Orlando, la possible platitude du refrain crée une éviscération : « I'm free to be the greatest / I'm alive », chante-t-elle. Elle redonne de l’énergie à l’auditeur, mais elle définit aussi le prix de la vie, marquant ainsi tout le potentiel humain disparu »

Cette commémoration de la tuerie d’Orlando est également saluée par Bruno Russell du magazine The Edge, qui qualifie d’« inspirant » le thème de la chanson et ajoute : « le message est clair : nous pouvons changer les choses et être les meilleurs, mais nous devons agir immédiatement ». Russell attribue une note de cinq étoiles sur cinq au morceau, tout en faisant l’éloge de la performance vocale de Sia, affirmant qu’elle « accentue quelque peu ce sentiment de narration, en particulier grâce à la nature enfantine de l’accompagnement instrumental, qui met en évidence la vulnérabilité d’être exposé et contesté (bien qu’en même temps, il y ait aussi une forme de puissance à travers ce refrain des plus puissants) ». Le journaliste complimente aussi la partie en rap de Lamar, présente sur l’édition single du titre.

## Performances en direct
Le 7 septembre 2016, Sia interprète The Greatest pour la première fois sur scène dans le cadre de la conférence annuelle d’Apple organisée pour le lancement de l’iPhone 7 et tenue au Bill Graham Civic Auditorium de San Francisco. Quelques semaines plus tard, le 23 septembre, elle réalise une performance durant le festival iHeartRadio Music et est rejoint sur scène par un groupe de danseurs et danseuses, incluant Maddie Ziegler. La chanson est également ajoutée en fin de programmation de la première tournée nord-américaine de la chanteuse, le Nostalgic for the Present Tour.

## Vidéoclip
Le clip vidéo est dévoilé le 6 septembre 2016. Il est réalisé par Daniel Askill (en) et Sia elle-même. La chorégraphie présentée est élaborée par Ryan Heffington. À ce jour, il recueille plus de 764 millions de lectures sur YouTube.
Plusieurs médias ont pour opinion que le contenu de la vidéo soit également un hommage aux victimes de la fusillade d’Orlando,,. Ainsi, il s’ouvre sur un faible bourdonnement, suivi de plusieurs coupures entremêlées par les passages montrant Maddie Ziegler, chargée de tristesse, se barbouillant les joues de maquillage aux couleurs de l’arc-en-ciel. Elle libère quarante-huit autres enfants pris au piège dans une cage (quarante-neuf étant le nombre de personnes tuées dans la fusillade) ; bien que leur liberté soit de courte durée. En effet, un mur criblé d’impacts de balles, devant lequel tous les enfants tombent, est aperçu un peu plus tard dans le clip ; alors que des larmes coulent sur le visage de Ziegler. Concernant le vidéoclip, Kornhaber déclare :

« Absent de tout contexte social, le contenu est tout à fait frappant, beau et indiciblement triste. Lorsqu’on sait qu’il a été inspiré par ces jeunes qui ont été agressés pendant qu’ils se rassemblaient pour s’amuser, le clip devient presque insupportable et poignant. Alors que Sia continue de chanter sur le fait qu’elle ait beaucoup d’endurance ; la partie de Kendrick Lamar, omise du champ visuel, parle de survivre contre l’adversité et de surpasser ses ennemis. Ce qui est si puissant au sujet du clip—et ainsi spécifiquement terrible à propos de ce massacre—est que ses sujets semblent bien avoir lutté et triomphé pour trouver la liberté de paniquer tous ensemble, bien qu’ils demeureront éternellement abattus. Ceci est renforcé par le fait que Ziegler soit en train de pleurer : comme il se doit, il n'y a pas de morale à retenir quant à rendre acceptable ce qui est arrivé »

## Formats et éditions
- Téléchargement mondial numérique[2]

1. The Greatest (feat. Kendrick Lamar) – 3:30

## Crédits
| - Sia Furler - chant, écriture - Greg Kurstin - écriture, production, ingénierie audio - Kendrick Duckworth - chant, écriture | - Alex Pasco - ingénierie audio - John Hanes - ingénierie audio - Julian Burg - ingénierie audio - Serban Ghenea - mixage Source : |

## Classements, certifications et successions
| Classement (2016)                       | Meilleure position |
| --------------------------------------- | ------------------ |
| Allemagne (Media Control AG)            | 3                  |
| Australie (ARIA)                        | 2                  |
| Australie (Dance Singles)               | 2                  |
| Autriche (Ö3 Austria Top 40)            | 5                  |
| Belgique (Flandre Ultratop 50 Singles)  | 7                  |
| Belgique (Wallonie Ultratop 50 Singles) | 1                  |
| Canada (Adult Contemporary)             | 29                 |
| Canada (Contemporary Hit Radio/Top 40)  | 14                 |
| Canada (Hot 100)                        | 6                  |
| Canada (Hot Adult Contemporary)         | 26                 |
| Corée du Sud (Gaon Digital Chart)       | 9                  |
| Corée du Sud (Gaon Download Chart)      | 7                  |
| Corée du Sud (Gaon Streaming Chart)     | 14                 |
| Danemark (Tracklisten)                  | 5                  |
| Écosse (OCC)                            | 4                  |
| Espagne (PROMUSICAE)                    | 4                  |
| États-Unis (Adult Pop Songs)            | 33                 |
| États-Unis (Digital Songs)              | 6                  |
| États-Unis (Hot 100)                    | 24                 |
| États-Unis (LyricFind Global)           | 1                  |
| États-Unis (LyricFind U.S.)             | 1                  |
| États-Unis (On-Demand Songs)            | 12                 |
| États-Unis (Pop Airplay)                | 16                 |
| États-Unis (Spotify Velocity)           | 1                  |
| États-Unis (Spotify Viral 50)           | 23                 |
| États-Unis (Streaming Songs)            | 17                 |
| États-Unis (Twitter Top Tracks)         | 3                  |
| États-Unis (YouTube)                    | 5                  |
| Europe (Digital Song Sales)             | 2                  |
| Finlande (Suomen virallinen lista)      | 4                  |
| France (SNEP)                           | 3                  |
| France (SNEP Streaming)                 | 6                  |
| Grèce (Digital Songs)                   | 2                  |
| Hongrie (Rádiós Top 40)                 | 1                  |
| Hongrie (Single Top 40)                 | 2                  |
| Irlande (IRMA)                          | 3                  |
| Israël (Media Forest)                   | 2                  |
| Israël (Media Forest TV Airplay)        | 1                  |
| Italie (FIMI)                           | 5                  |
| Japon (Hot 100)                         | 54                 |
| Japon (Hot Overseas)                    | 3                  |
| Lettonie (Latvijas Top 40)              | 4                  |
| Liban (Lebanese Top 20)                 | 10                 |
| Luxembourg (Digital Songs)              | 2                  |
| Mexique (Ingles Airplay)                | 1                  |
| Norvège (VG-lista)                      | 2                  |
| Nouvelle-Zélande (RMNZ)                 | 5                  |
| Pays-Bas (Nederlandse Top 40)           | 7                  |
| Pays-Bas (Single Top 100)               | 9                  |
| Pologne (Polish Airplay Top 100)        | 5                  |
| Portugal (AFP)                          | 8                  |
| Tchéquie (IFPI Rádio)                   | 54                 |
| Tchéquie (IFPI Singles Digitál)         | 2                  |
| Roumanie (Airplay 100)                  | 46                 |
| Royaume-Uni (UK Audio Streaming Chart)  | 5                  |
| Royaume-Uni (UK Download Chart)         | 6                  |
| Royaume-Uni (UK Singles Chart)          | 5                  |
| Royaume-Uni (UK Update Chart)           | 8                  |
| Russie (Tophit Airplay)                 | 51                 |
| Serbie (IFPI)                           | 1                  |
| Slovaquie (IFPI Rádio)                  | 3                  |
| Suède (Sverigetopplistan)               | 5                  |
| Suisse (Schweizer Hitparade)            | 1                  |
| Ukraine (Top Hit 100 Kiev)              | 75                 |
| Venezuela (Top Anglo)                   | 3                  |

| Allemagne (BVMI) | Or      | 200 000 ^ |
| Australie (ARIA) | Platine | 70 000 ^  |
| Belgique (BEA) | Or      | 15 000 *  |
| Canada (Music Canada) | Or      | 40 000 ^  |
| Danemark (IFPI Danemark) | Or      | 30 000 ^  |
| Espagne (Promusicae) | Platine | 40 000 ^  |
| France (SNEP) | Diamant | 75 000 *  |
| Italie (FIMI) | Platine | 50 000 ‡  |
| Nouvelle-Zélande (RMNZ) | Or      | 15 000 *  |
| Royaume-Uni (BPI) | Or      | 400 000 ‡ |
| « ^ » représente les chiffres de vente en termes d’import-export, basés sur la certification uniquement. « ‡ » représente les chiffres de vente et de diffusion, basés sur la certification uniquement. |         |           |

## Historique de sortie
| Pays         | Date              | Format                                       | Version | Label                       |
| ------------ | ----------------- | -------------------------------------------- | ------- | --------------------------- |
| Monde entier | 6 septembre 2016  | Téléchargement numérique                     | Duo     | RCA, Monkey Puzzle, Inertia |
| Italie       | 16 septembre 2016 | Diffusion radiophonique (générale)           | Duo     | Sony                        |
| États-Unis   | 27 septembre 2016 | Diffusion radiophonique (générale)           | Duo     | RCA                         |
| Italie       | 29 septembre 2016 | Diffusion radiophonique (générale)           | Solo    | Sony                        |
| États-Unis   | 18 octobre 2016   | Diffusion radiophonique (rythmique)          | Duo     | RCA                         |
| États-Unis   | 24 octobre 2016   | Diffusion radiophonique (adult contemporary) | Duo     | RCA                         |